# Ileana, Călărași
Ileana este satul de reședință al comunei cu același nume din județul Călărași, Muntenia, România.